# マラウイの政党
マラウイの政党（マラウイのせいとう）では、マラウイにおける政党について一覧を示す。

## マラウイの政党制
1966年マラウイ会議党の一党制となる。マラウイはこの会議党出身のヘイスティングズ・カムズ・バンダ大統領が独裁者として一党独裁体制を敷く。1980年代末期からアフリカでは複数政党制による民主化が各国で拡大するがバンダ政権は民主化の潮流に逆らい一党独裁体制を維持し続けた。これに対して国内外から批判が高まり、1993年6月、複数政党制を導入することに関する国民投票が実施された。結果は63.3パーセントが複数政党制導入に賛成票を投じたことで、翌1994年マラウイは複数政党制に移行し、同年に行われた大統領選挙で現職のバンダは野党統一民主戦線のバキリ・ムルジに敗北、同時に実施された国民議会総選挙でも統一民主戦線が勝利した。なお、2010年1月現在の与党は民主進歩党で大統領はビング・ワ・ムタリカである。

## 主な政党
- 民主同盟 (Alliance for Democracy、AFORD) - 北部州、トゥンブカ族（トゥンブーカ族）が主体。
- 民主進歩党 (Democratic Progressive Party)  - 与党
- マラウイ会議党 (Malawi Congress Party)  - 中部州、チェワ族が主体。
- ムグウイリザノ連合 (Mgwirizano Coalition) - 政党連合
  - マラウイ民主党(Malawi Democratic Party)
  - マラウイ統一開発フォーラム (Malawi Forum for Unity and Development、MAFUNDE)
  - 真正民主変革運動 (Movement for Genuine Democratic Change)
  - 国民統一党 (National Unity Party)
  - 人民進歩運動(国民進歩運動、People's Progressive Movement)
  - 人民変革党 (People's Transformation Party、PETRA)
  - 共和党 (Republican Party)
- 国民民主同盟 (国家民主同盟、National Democratic Alliance)
- 統一民主戦線 (United Democratic Front) - 北部州、ヤオ族が主体。
- マラビ人民党 (Maravi People's Party)
- 新しい虹の連合 (New Rainbow Coalition)